# Международный аэропорт имени Леона Мба
Международный аэропорт имени Леона Мба (фр. Aéroport international Léon-Mba; ИАТА: LBV, ИКАО: FOOL) — международный столичный аэропорт в Габонe. Построен в 1950-х годах и назван в честь Леона Мба — первого президента Габона. Сейчас это главный и крупнейший международный аэропорт Габона. На данный момент строится новый современный терминал, который планируют сдать в эксплуатацию в 2022 году.

## Авиакомпании и пункты направления

### Пассажирские
| Авиакомпании                  | Направления                                                                     |
| ----------------------------- | ------------------------------------------------------------------------------- |
| Africa's Connection STP       | Сан-Томе                                                                        |
| AfriJet                       | Браззавиль, Дуала, Котону, Пуэнт-Нуар, Порт-Жантиль, Сан-Томе, Франсвиль, Яунде |
| Air Côte d’Ivoire             | Абиджан, Браззавиль, Котону, Пуэнт-Нуар                                         |
| Air France                    | Париж — Шарль-де-Голль                                                          |
| Air Senegal                   | Дакар, Дуала, Котону                                                            |
| ASKY Airlines                 | Дуала, Йоханнесбург, Киншаса, Ломе, Сан-Томе, Яунде                             |
| Camair-co                     | Дуала                                                                           |
| CEIBA Intercontinental        | Бата, Дуала, Малабо, Пуэнт-Нуар, Сан-Томе                                       |
| Ethiopian Airlines            | Аддис-Абеба, Малабо                                                             |
| Mauritania Airlines           | Бамако                                                                          |
| Nationale Regionale Transport | Куламуту, Макоку, Муила, Оем, Порт-Жантиль, Франсвиль, Чибанга                  |
| Royal Air Maroc               | Касабланка                                                                      |
| RwandAir                      | Браззавиль, Котону, Дуала, Кигали, Яунде                                        |
| Trans Air Congo               | Дуала, Пуэнт-Нуар                                                               |
| Turkish Airlines              | Луанда, Пуэнт-Нуар, Стамбул                                                     |

### Грузовые
| Авиакомпании          | Направления                      |
| --------------------- | -------------------------------- |
| Cargolux              | Люксембург                       |
| DHL Aviation          | Абиджан, Франсвиль, Порт-Жантиль |
| Ethiopian Cargo       | Абиджан, Аддис-Абеба             |
| Royal Air Maroc Cargo | Аддис-Абеба, Касабланка          |

## Происшествия и несчастные случаи
- 27 апреля 1993 года самолёт De Havilland Canada DHC-5D Buffalo ВВС Замбии упал в море в 500 м от аэропорта Леон-Мба из-за отказа левого двигателя. На борту находились футболисты Сборной Замбии по футболу, которые направлялись играть отборочный матч чемпионата мира по футболу 1994 года против сборной Сенегала. Погибли все 30 человек из 30, находящихся в самолёте[2].
- 8 июня 2004 года самолёт Hawker Siddeley HS 748 авиакомпании Gabon Express, летящий в Порт-Жантиль, сразу после взлёта упал в Гвинейский залив из-за отказа гидравлической системы. В результате 19 из 30 человек, находящихся на борту, погибли[3][4].
- 6 июня 2011 года самолет Ан-26 авиакомпании Solenta Aviation, выполнявший рейс авиакомпании DHL Aviation, упал в море недалеко от аэропорта Леон-Мба. 4 человека, находящиеся на борту были спасены и серьезно не пострадали[5].